# Устасяк, Мечислав
Мечислав Анджей Устасяк (пол. Mieczysław Andrzej Ustasiak; род. 1 января 1936, Кротошин, Польская республика) — польский профсоюзный и политический деятель, сенатор I созыва Сената Республики Польша (1989—1991).

## Биография
Окончил в 1960 году факультет машиностроения Познанского технического университета. С 1960 по 1964 год работал технологом на Щецинском заводе лесного машиностроения, с 1964 года преподавал на факультете машиностроения Щецинского технологического университета, в 1969 году получил докторскую степень.
С 1977 года являлся участником движения защиты прав человека и гражданина, в 1980 году вступил в «Солидарность», с осени этого же года — председатель профсоюзной организации в Щецинском технологическом университете.
В декабре 1981 года во время забастовки на Щецинской судоверфи являлся председателем стачечного комитета. После подавления забастовки арестован, 4 марта 1982 года приговорен к 4 годам лишения свободы, условно освобождён 14 декабря 1982 года по состоянию здоровья.  После освобождения работал педагогом в доме для детей-инвалидов и технологом на заводе приборов и оборудования в Щецине. 
В 1988 году стал членом комитета «Солидарности» по Западно-Поморскому воеводству. В 1989 году на парламентских выборах избран сенатором I созыва Сената Республики Польша по спискам «Солидарности», в должности сенатора находился до 1991 года. С 1992 по 2003 год вновь преподавал в Щецинском технологическом университете. С 2003 года на пенсии.

## Награды
В 2006 году награжден Орденом Возрождения Польши. В 2015 году награжден Крестом Свободы и Солидарности.